# Euro Ice Hockey Challenge 2023/2024
Euro Ice Hockey Challenge 2023/2024 jest to cykl międzynarodowych turniejów organizowanych pod patronatem Międzynarodowej Federacji Hokeja na Lodzie. 

## Tamás Sárközy Memorial Tournament
Mecze turnieju Tamás Sárközy Memorial Tournament odbyły się w dniach od 9 do 11 listopada 2023 roku. W turnieju uczestniczyły reprezentacje czterech państw: Węgier, Włoch, Słowenii oraz Ukrainy. Najlepszą drużyną turnieju okazała się reprezentacja Włoch.

### Wyniki
| 9 listopada 2023 | Słowenia | 0:1 | Włochy | Tüskecsarnok, Budapeszt |

| Szczegóły      | Szczegóły   | Szczegóły       | Szczegóły             | Szczegóły                                                                                          |
| -------------- | ----------- | --------------- | --------------------- | -------------------------------------------------------------------------------------------------- |
| Godzina: 15:00 |             | (0:0, 0:0, 0:1) | 43:19 (EQ) P. Brunner | Widzów: 107 Sędzia główny: Renátó Tóth Dániel Soós Sędziowie liniowi: Dávid Váczi Barna Kis-Király |
| Godzina: 15:00 | 10 min. kar |                 | 10 min. kar           | Widzów: 107 Sędzia główny: Renátó Tóth Dániel Soós Sędziowie liniowi: Dávid Váczi Barna Kis-Király |

| 9 listopada 2023 | Węgry | 4:5 | Ukraina | Tüskecsarnok, Budapeszt |

| Szczegóły      | Szczegóły                                                                            | Szczegóły       | Szczegóły | Szczegóły |
| -------------- | ------------------------------------------------------------------------------------ | --------------- | --- | --- |
| Godzina: 18:30 | M. B. Nemes (EQ) 04:31 B. Varga (PP) 13:02 B. Horváth (SH) 26:11 B. Varga (PP) 33:55 | (2:1, 2:2, 0:2) | 18:01 (EQ) O. Worona 29:08 (EQ) I. Mereżko 37:05 (PP) O. Worona 56:40 (EQ) O. Peresuńko 57:52 (EQ) W. Kucewycz | Widzów: 1188 Sędzia główny: Gergely Korbuly Andrij Kicha Sędziowie liniowi: Ferenc Norbert Muzsik Dávid Szabó |
| Godzina: 18:30 | 12 min. kar                                                                          |                 | 4 min. kar | Widzów: 1188 Sędzia główny: Gergely Korbuly Andrij Kicha Sędziowie liniowi: Ferenc Norbert Muzsik Dávid Szabó |

| 10 listopada 2023 | Słowenia | 5:4 | Ukraina | Tüskecsarnok, Budapeszt |

| Szczegóły      | Szczegóły                                                                                             | Szczegóły       | Szczegóły                                                                                 | Szczegóły                                                                                          |
| -------------- | --- | --------------- | ----------------------------------------------------------------------------------------- | -------------------------------------------------------------------------------------------------- |
| Godzina: 15:00 | Z. Urukalo (EQ) 03:22 R. Kapel (EQ) 07:37 M. Török (PP) 28:02 R. Kapel (EQ) 46:58 J. Cosic (PP) 58:30 | (2:1, 1:2, 2:1) | 04:16 (EQ) W. Zacharow 28:51 (EQ) D. Tracht 34:34 (PP) O. Peresuńko 48:10 (EQ) D. Borodaj | Widzów: 69 Sędzia główny: Gergely Korbuly Márton Mach Sędziowie liniowi: Péter Kovács Bence Kövesi |
| Godzina: 15:00 | 6 min. kar                                                                                            |                 | 6 min. kar                                                                                | Widzów: 69 Sędzia główny: Gergely Korbuly Márton Mach Sędziowie liniowi: Péter Kovács Bence Kövesi |

| 10 listopada 2023 | Węgry | 1:2 pk. | Włochy | Tüskecsarnok, Budapeszt |

| Szczegóły      | Szczegóły             | Szczegóły                 | Szczegóły                                         | Szczegóły                                                                                            |
| -------------- | --------------------- | ------------------------- | ------------------------------------------------- | --- |
| Godzina: 18:30 | B. Paterka (EQ) 04:24 | (1:0, 0:1, 0:0, 0:0, 0:1) | 33:34 (EQ) A. Salinitri 65:00 (GWS) P. Pietroniro | Widzów: 1580 Sędzia główny: Attila Nagy Andrij Kicha Sędziowie liniowi: Barna Kis-Király Dávid Szabó |
| Godzina: 18:30 | 8 min. kar            |                           | 10 min. kar                                       | Widzów: 1580 Sędzia główny: Attila Nagy Andrij Kicha Sędziowie liniowi: Barna Kis-Király Dávid Szabó |

| 11 listopada 2023 | Włochy | 1:0 pd. | Ukraina | Tüskecsarnok, Budapeszt |

| Szczegóły      | Szczegóły                | Szczegóły            | Szczegóły  | Szczegóły                                                                                      |
| -------------- | ------------------------ | -------------------- | ---------- | ---------------------------------------------------------------------------------------------- |
| Godzina: 13:30 | A. Trivellato (EQ) 63:23 | (0:0, 0:0, 0:0, 1:0) |            | Widzów: 52 Sędzia główny: Márton Mach Attila Nagy Sędziowie liniowi: Péter Kovács Bence Kövesi |
| Godzina: 13:30 | 6 min. kar               |                      | 4 min. kar | Widzów: 52 Sędzia główny: Márton Mach Attila Nagy Sędziowie liniowi: Péter Kovács Bence Kövesi |

| 11 listopada 2023 | Węgry | 4:3 | Słowenia | Tüskecsarnok, Budapeszt |

| Szczegóły      | Szczegóły                                                                           | Szczegóły       | Szczegóły                                                      | Szczegóły                                                                                                |
| -------------- | ----------------------------------------------------------------------------------- | --------------- | -------------------------------------------------------------- | --- |
| Godzina: 17:00 | A. Kovács (EQ) 01:52 M. B. Nemes (EQ) 02:45 K. Nagy (EQ) 06:57 Á. Mihály (EQ) 51:46 | (3:1, 0:0, 1:2) | 01:36 (EQ) Z. Jezovsek 41:07 (EQ) M. Török 47:16 (EQ) L. Maver | Widzów: 1695 Sędzia główny: Renátó Tóth Dániel Soós Sędziowie liniowi: Ferenc Norbert Muzsik Dávid Váczi |
| Godzina: 17:00 | 12 min. kar                                                                         |                 | 8 min. kar                                                     | Widzów: 1695 Sędzia główny: Renátó Tóth Dániel Soós Sędziowie liniowi: Ferenc Norbert Muzsik Dávid Váczi |

| Lp. | Zespół   | M | Pkt | Z | Zd | Pd | P | G+ | G- | +/- |
| --- | -------- | - | --- | - | -- | -- | - | -- | -- | --- |
| 1   | Włochy   | 3 | 7   | 1 | 2  | 0  | 0 | 4  | 1  | +3  |
| 2   | Ukraina  | 3 | 4   | 1 | 0  | 1  | 1 | 9  | 10 | -1  |
| 3   | Węgry    | 3 | 4   | 1 | 0  | 1  | 1 | 9  | 10 | -1  |
| 4   | Słowenia | 3 | 3   | 1 | 0  | 0  | 2 | 8  | 9  | -1  |

## Turniej o Puchar Niepodległości
Mecze turnieju o Puchar Niepodległości odbyły się w dniach od 9 do 11 listopada 2023 roku. W turnieju uczestniczyły reprezentacje czterech państw: Polski, Litwy, Estonii oraz juniorska kadra Łotwy. Najlepszą drużyną turnieju okazała się reprezentacja Polski.

### Wyniki
| 9 listopada 2023 | Polska | 7:3 | Estonia | Stadion Zimowy, Sosnowiec |

| Szczegóły      | Szczegóły | Szczegóły       | Szczegóły                                                    | Szczegóły                                                                                                   |
| -------------- | --- | --------------- | ------------------------------------------------------------ | --- |
| Godzina: 16:00 | B. Ciura (EQ) 01:23 D. Wanat (EQ) 15:04 B. Jeziorski (EQ) 23:18 B. Jeziorski (PP) 27:06 F. Komorski (EQ) 29:25 A. Łyszczarczyk (EQ) 48:38 P. Krężołek (PP) 56:46 | (2:1, 3:0, 2:2) | 17:07 (PP) R. Rooba 45:25 (EQ) R. Arrak 52:20 (SH) M. Lovkov | Widzów: 1500 Sędzia główny: Uldis Buss Rafał Noworyta Sędziowie liniowi: Mateusz Kucharewicz Wojciech Czech |
| Godzina: 16:00 | 10 min. kar |                 | 8 min. kar                                                   | Widzów: 1500 Sędzia główny: Uldis Buss Rafał Noworyta Sędziowie liniowi: Mateusz Kucharewicz Wojciech Czech |

| 9 listopada 2023 | Łotwa U20 | 6:4 | Litwa | Stadion Zimowy, Sosnowiec |

| Szczegóły      | Szczegóły | Szczegóły       | Szczegóły                                                                                     | Szczegóły                                                                                              |
| -------------- | --- | --------------- | --------------------------------------------------------------------------------------------- | --- |
| Godzina: 20:00 | K. Strādnieks (EQ) 01:33 K. Strādnieks (EQ) 18:46 D. Uljanskis (EQ) 22:25 E. Veckaktiņš (EQ) 22:36 E. Veckaktiņš (PP) 48:53 L. Cabulis (EQ) 56:27 | (2:1, 2:3, 2:0) | 06:40 (EQ) P. Gintautas 24:19 (EQ) A. Bendžius 26:49 (EQ) K. Gusevas 27:36 (EQ) E. Krakauskas | Widzów: 300 Sędzia główny: Bartosz Kaczmarek Paweł Kosidło Sędziowie liniowi: Michał Żak Andrzej Nenko |
| Godzina: 20:00 | 2 min. kar |                 | 4 min. kar                                                                                    | Widzów: 300 Sędzia główny: Bartosz Kaczmarek Paweł Kosidło Sędziowie liniowi: Michał Żak Andrzej Nenko |

| 10 listopada 2023 | Litwa | 2:5 | Estonia | Stadion Zimowy, Sosnowiec |

| Szczegóły      | Szczegóły                                    | Szczegóły       | Szczegóły                                                                                                  | Szczegóły                                                                                              |
| -------------- | -------------------------------------------- | --------------- | --- | --- |
| Godzina: 16:00 | E. Noreika (PP) 07:38 D. Bogdziul (EQ) 55:06 | (1:3, 0:2, 1:0) | 00:45 (EQ) M. Viitanen 03:20 (EQ) R. Rooba 14:31 (EQ) M. Jurgens 34:10 (EQ) N. Puzakov 36:40 (PP) R. Arrak | Widzów: 200 Sędzia główny: Uldis Buss Rafał Noworyta Sędziowie liniowi: Mateusz Kucharewicz Michał Żak |
| Godzina: 16:00 | 8 min. kar                                   |                 | 20 min. kar                                                                                                | Widzów: 200 Sędzia główny: Uldis Buss Rafał Noworyta Sędziowie liniowi: Mateusz Kucharewicz Michał Żak |

| Lp. | Zespół    | M | Pkt | Z | Zd | Pd | P | G+ | G- | +/- |
| --- | --------- | - | --- | - | -- | -- | - | -- | -- | --- |
| 1   | Polska    | 3 | 9   | 3 | 0  | 0  | 0 | 17 | 5  | +12 |
| 2   | Łotwa U20 | 3 | 6   | 2 | 0  | 0  | 1 | 9  | 10 | -1  |
| 3   | Estonia   | 3 | 3   | 1 | 0  | 0  | 2 | 9  | 11 | -2  |
| 4   | Litwa     | 3 | 0   | 0 | 0  | 0  | 3 | 7  | 16 | -9  |